# Kyrkslätts bibliotek
Kyrkslätts bibliotek (finska: Kirkkonummen kirjasto) är ett kommunalt bibliotek i Kyrkslätts kommun i det finländska landskapet Nyland. Biblioteket har fungerat i samma byggnad sedan 1982 vid Kyrkslätts kyrka och torg. Byggnaden har ursprungligen ritats av arkitektbyrån Hansson under ledning av professor Ola Hansson. Interiörerna har formgivits av arkitekten Osmo Helenius. Till Kyrkslätts bibliotek hör också närbiblioteken i Masaby och Veikkola.

## Historia

### Bakgrund
I syfte att stärka invånarnas läskunnighet beslutades det att bygga ett bibliotek i Kyrkslätt år 1856. Den första boksamlingen skänktes av kapten Gustav Brådd och bestod huvudsakligen av andlig litteratur. Även häradshövding Herman Adlercreutz donerade böcker samt ett bokskåp. Boksamlingen placerades i kyrkans sakristia och biblioteksverksamheten startade år 1861. Bibliotekets regelverk blev till och kyrkovärd Axel Orell blev den första bibliotekarien. Till en början var biblioteket öppet på söndagar efter gudstjänsten.
Biblioteket användes oregelbundet och snart stod det klart att biblioteket inte kunde finansieras enbart genom donationer. År 1880 fick folkskolans lärare I. E. Vik anslag från kommunen till biblioteksverksamheten. Kommunen beslutade att använda de intäkter som kom från hundskatten till biblioteket. Samtidigt flyttade biblioteket från sakristian till köpman Lindholms hus som låg nära kyrkan. Verksamheten återupplivades och år 1885 flyttades biblioteket igen, den här gången till Jolkby. År 1892 flyttade biblioteket från Jolkby till Hindersby under lärare A. N. Winells skötsel.
År 1892 startade en diskussion huruvida det skulle vara nödvändigt att ha flera bibliotek. Det slutade i att kommunalstämman beslutade att varje folkskola i kommunen skulle ha ett eget bibliotek. Därigenom grundades biblioteksfilialer till Bobäck, Evitskog, Aspsjö, Hindersby, Järsö, Långvik och Porkala byar. Biblioteksverksamheten i Estby börjades något senare, är 1900. Filialer sköttes oftast av lärarna i folkskolorna och boksamlingarna bestod endast av ungefär 100 böcker. En låntagare kunde låna en bok för en mark per år.
År 1910 grundades många ungdomsföreningar i Kyrkslätt, som senare fick ansvaret att sköta biblioteken. Ungdomsföreningarna ansvarade för att anställa bibliotekarier, medan kommunen övervakade verksamheten och bidrog med pengar för införskaffandet av litteratur. En bibliotekskommitté grundades i kommunen, som bestod av medlemmar från både kommunens förvaltning och ungdomsföreningarna. Vid kommitténs första sammanträde fungerade magister Arvid Nummelin som ordförande. Där beslöts att biblioteket i framtiden skulle ha åtta filialer. Biblioteken fortsatte att vara belägna på samma platser, med undantag för biblioteket i Bobäck som ersattes av biblioteket i Masaby. År 1911 valdes magister B. Jansson, folkskolläraren A. N. Winell och småjordbrukaren Anders Jansson till bibliotekets styrelse. Den första huvudbibliotekarien blev folkskolläraren Arthur Lindholm från Estby år 1913. Samma år grundades den nionde filialen i Strömsby.

### Mellankrigstiden
Efter första världskriget valdes småjordbrukaren Anders Jansson till huvudbibliotekarie. Han var tidig med att betona utbildningens betydelse för människans andliga och kulturella utveckling.
När Finland blev självständigt började biblioteken i landet regelbundet ta emot bidrag från staten. Reglerna förnyades och förvaltningen ändrades till att en styrelse bestående av fem personer valdes, där huvudbibliotekarien fungerade som ordförande och sekreterare. Bidraget från staten var dock inte särskilt stort och antalet utlånade böcker ökade inte i någon större utsträckning.
Den första bibliotekslagen i Finland trädde i kraft år 1928. Lagen fastställde bland annat hur statsbidraget skulle fördelas till kommunerna. Vid denna tid uppstod det även ett behov av en centralbiblioteksstruktur, vilket diskuterades. Kyrkslätt hade nämligen inget huvudbibliotek ännu, men år 1928 beviljades kommunen ett bidrag för att etablera ett sådant bibliotek. Anders Jansson blev tillsatt som huvudbibliotekarie på huvudbiblioteket, och boksamlingarna placerades i hans hem i Häggesböle.
Redan under 1920-talet började man genomföra oregelbundna biblioteksinspektioner. På 1930-talet inleddes regelbundna inspektioner i biblioteken. I slutet av 1921 konstaterade magister Carl-Rudolf Gardberg att biblioteksnätverket i Kyrkslätt var bra, förutom i Obbnäs där det fortfarande saknades ett eget bibliotek. Obbnäs var en glesbygd, vilket gjorde det svårt att hitta en central plats för biblioteket.
Anders Jansson fungerade som bibliotekschef fram till sin död 1938. Det var svårt att hitta en efterträdare för honom, tills det att lektor Gabriel Biaudet tog på sig uppgiften.

### Andra världskriget och Porkalatiden
Biblioteksverksamheten stagnerade under andra världskriget. År 1940 köptes det inte in några nya böcker till biblioteket, och även året efter hade man inte tillräckligt med pengar för att bedriva biblioteksverksamhet. År 1942 uppgick antalet boklån per invånare endast till 0,19. Många befann sig vid fronten eller hade andra krigsuppgifter, vilket gjorde det omöjligt att hålla biblioteken öppna. Dessutom användes vissa biblioteksbyggnader för andra ändamål, vilket förhindrade att biblioteken hölls öppna. Sparåtgärder infördes också, vilket i förlängningen innebar att det blev svårt att läsa i många hem, på grund av bristen på elektricitet.
På hösten 1944 fick man i Kyrkslätt kännedom om att enligt mellanfreden i Moskva var man tvungen att arrendera Porkalaområdet i 50 år. Det innebar att en tredjedel av Kyrkslätts kommun överläts till Sovjetunionen. Huvudbiblioteket och sex regionala bibliotek tillhörde arrendeområdet. Alla böcker evakuerades till Navala och Evitskog. En stor del av bibliotekets böcker försvann under evakueringen. På hösten 1946 återupptogs biblioteksverksamheten. Samma år beslutade bibliotekets styrelse att biblioteken i Evitskog och Aspsjö skulle fortsätta sin verksamhet och att man skulle etablera nya regionala bibliotek i Bobäck, Sjökulla, Vols och Veikkola. Biblioteket i Veikkola blev finskspråkigt eftersom det finskspråkiga invånarantalet hade ökat avsevärt i området. Huvudbiblioteket flyttades till Oitbacka folkskola. Efter evakueringen hade Gabriel Biaudet lämnat sin post som bibliotekschef, och det var återigen svårt att hitta en lämplig efterträdare. På våren 1946 valdes lärarinnan Ulla Leino till bibliotekschef. Hon insåg vikten av att ha barnböcker på biblioteket, och under hennes tid införskaffades litteratur även för barn.
Biblioteket i Bobäck hade det svårt. Bibliotekets utrymme i den gamla folkskolan befann sig bortom gränsen till Sovjetunionen. Under evakueringen hade bibliotekets böcker flyttats till ett litet rum i Fasa gård. Biblioteket öppnades inte igen förrän 1952.

### 1950- och 1960-talet
I januari 1956 återlämnades Porkalaområdet till Finland. Detta resulterade i en stor återflyttning, och därmed var inte bibliotekstjänsterna längre uppdaterade. Den nya bibliotekslagen trädde i kraft år 1962, och i och med den ökade anslagen till biblioteken. Bibliotekskontrollanten hade konstaterat att området behövde en biblioteksbil, det vill säga en paket- eller kombibil, i syfte att transportera böcker till glesbefolkade områden innan man kunde se hur bosättningen utvecklades och var bibliotek skulle behövas. Biblioteksnämnden föreslog att en specifik budget skulle avsättas för detta ändamål i budgetarna för åren 1957 och 1958, men förslaget godkändes inte. Först år 1961 godkände kommunfullmäktige det i budgeten. Trots detta kunde verksamheten inte starta, eftersom det inte fanns lämplig personal tillgänglig. Istället beslutades det att nya regionala bibliotek skulle inrättas i det nybosatta området. Det första regionala biblioteket öppnades vid Hindersby folkskola i januari 1959. Detta bibliotek fungerade endast i ett par år då huvudbiblioteket flyttade till köpingen år 1962 och det inte längre fanns behov av ett bibliotek i Hindersby. År 1960 öppnades två nya regionala bibliotek vid Friggesby folkskola och ett finskspråkigt bibliotek vid den nya Masaby folkskola. Nästa år inrättades en utlåningsstation i Karuby. Eftersom begreppet "utlåningsstation" inte var känt i bibliotekslagen, ändrades det år 1964 till ett filialbibliotek. År 1968 öppnades det senaste finskspråkiga filialbiblioteket i Obbnäs. Detta fanns på ett militärområde som försvarsmakten hade tagit i anspråk för sina växande behov. Befolkningstillväxten i detta område var kraftig. Barnen i området fick en ny modern skola, och i dess utrymmen reserverades även ett rum för biblioteket.
Kyrkslättens norra områden hade under Porkkalatiden utgjort hela kommunen. Bobäck, Evitskog, Sjökulla, Veikkola och Vols filialbibliotek fortsatte sin verksamhet, och Vols filialbibliotek började även låna ut böcker till Vols kommunalhem år 1963. Kommunen hade inte möjlighet att finansiera institutionella biblioteksverksamheter, så verksamheten var ganska blygsam. Huvudbiblioteket som tidigare funnits i Oitbacka tvingades flytta till Kyrkslätts kyrkby.

### Huvudbibliotek och bokbuss
Efter Porkkalatiden hyrde Kyrkslätts huvudbibliotek biblioteks- och klubblokaler från den nya centralskolan i Kyrkslätts kyrkby, och samtidigt byttes bibliotekschefen ut. Ulla Leino hade begärt att få avgå från sin befattning, och år 1962 valdes läraren Carl-Gustav Myhrberg till hennes efterträdare. Myhrberg var tidigare chef för Aspsjö bibliotek.  Finskspråkig litteratur börjades också att köpas in till huvudbiblioteket, eftersom andelen finskspråkiga i befolkningen ökade kontinuerligt. Skolans utrymmen var små, och man började planera för en ny huvudbiblioteksbyggnad. Bredvid skolan i kyrkby färdigställdes år 1965 en tegelbyggnad, och biblioteket fick flytta till det nya ljusa och rymliga huset.
På hösten 1966 lämnade Carl-Gustav Myhrberg kommunen och hans efterträdare från Aspsjö bibliotek, folkskolläraren Thorbjörn Söder, tillträdde i hans plats. Samma år började sagostunderna på huvudbiblioteket. Året därpå, på initiativ av biblioteksinspektör Boldt, beslutades det att inrätta en heltidstjänst som kommunbibliotekschef. Zulamith Suontakanen valdes till tjänsten på våren 1968. Under hennes tid förbättrades utlåningssystemet genom övergången från enkortslån till Detroit-utlåningssystemet. Utlåningssiffrorna ökade, registren uppdaterades och öppettiderna förlängdes. Det anordnades frågesportevenemang och författarkvällar på biblioteket.

#### Bokbuss
Frågan om en biblioteksbuss var återkommande under 1960-talet. Situationen för biblioteken i södra Kyrkslätt var undermålig efter Porkalatidens slut. Före evakueringarna fanns det bibliotek i Estby, Strömsby och Porkala, men vid denna tid fanns det inte längre möjlighet att låna böcker på dessa orter. I februari 1969 inleddes verksamheten med biblioteksbuss. Denna ersatte de små filialbiblioteken i Friggesby och Karuby. Vid början av år 1970 inleddes boklån med bussen även i norra Kyrkslätt, Aspsjö och Lappböle. Att låna böcker från bussen var populärt, trots att det bara fanns plats för cirka fyrahundra böcker i bussen och bara fyra personer kunde vara inne samtidigt. Populariteten var till slut så stor att behovet av en större biblioteksbuss blev uppenbart. De flesta filialbiblioteken fungerade dåligt. Samlingarna var små och utrymmena uppfattades som tråkiga. Filialbiblioteken kunde ha omkring tusen böcker, medan biblioteksbussen kunde erbjuda en samling på cirka 3000-3500 böcker. Samlingarna i bussen kunde också bytas ut och hållas uppdaterade lättare. När en större biblioteksbuss togs i bruk 1971 beslutades det att behålla endast de tre mest livliga filialbiblioteken, Obbnäs, Vols och Oitbacka.

### Sena 1900-talet
Under 1970-talet fungerade biblioteket vid sidan av centralskolan i Kyrkslätts kyrkby. Filialbiblioteken fortsatte att fungera i Obbnäs, Oitbacka och Vols. Utlåningsantalet var i början av decenniet runt 100 000, och när 1980-talet närmade sig hade siffran stigit till 200 000. Lokalerna blev trånga och bokmängderna växte inte enligt förväntningarna. Målet i början av 1980-talet var fyra böcker per invånare. En initiativmotion från fullmäktige stödde biblioteksnämndens planer på en ny huvudbiblioteksbyggnad samt filialbiblioteken i Veikkola och Masaby.
Redan efter ett par år stod det nya bibliotekshuset färdigt. Det byggdes precis bredvid kyrkan, på en central plats. Det nya biblioteket öppnades i oktober 1982 och blev så småningom en kulturell centralpunkt i kommunen. Även en ny biblioteksbuss började cirkulera i kommunen i december 1982. Efter det uppgraderades biblioteksbussen till en ny buss år 1996, som var i bruk fram till 2012. Den 11 januari 2012 togs en lastbil i bruk, vilket var Finlands första biblioteksbuss om var byggd på en lastbilchassi. Biblioteksbussen fick namnet Ella.
Veikkolas gamla skola ombyggdes till ett bibliotek som blev färdigt år 1990, och Masaby fick sitt eget bibliotek i Temana multifunktionshus år 1999. Lånpunkterna i Oitbacka och Obbnäs stängdes år 1993. Verksamheten i Vols hade redan tidigare avslutats.

### Nytt huvudbibliotek
Hösten 2012 föreslogs att Kyrkslätts bibliotek skulle utvidgas till en multifunktionsbyggnad, vilket skulle innebära att biblioteket utöver sin utvidgning även skulle erbjuda utrymmen för en skola för musiklek vid musikinstitutet, dagkurser vid medborgarinstitutet, Porkala gymnasium, mötesplats för invandrare, Luckan, föreningsmöten och eventuellt även en akustiskt högklassig konsert- och konferenssal för 150 personer. Biblioteket skulle också inrymma en ungdomslokal i centrum, som skulle ersätta Finnsbacka ungdomslokal. Finlands Undervisnings- och kulturministeriet beviljade projektet bidrag i december 2012. På våren 2016 godkände kommunstyrelsen utkasten till ritningar. Det nya utseendet väckte blandade reaktioner bland invånarna.
Byggandet påbörjades i september 2016. Entreprenören Rakennus Omera gick dock i konkurs mitt under projektet, vilket försenade bibliotekets färdigställande med cirka ett år. SRV Rakennus valdes som ny entreprenör. Det nya huvudbiblioteket färdigställdes i oktober 2020. Den gamla biblioteksbyggnaden lämnades kvar inne i det nya huset.
Byggnaden är ritad av JKMM Arkitekter. Teemu Kurkela var huvudarkitekt, Jukka Mäkinen var projektarkitekt och Tiina Rytkönen var inredningsarkitekt.
Den nya byggnaden fick namnet Fyyri. Ordet betyder "ångbåtens eldstad" och påminner också om det svenska ordet "fyr".
När projektet påbörjades var byggkostnaderna beräknade till att sluta på cirka 9,2 miljoner euro. Den slutliga kostnaden för byggnaden uppgick till dock till drygt 21 miljoner euro. Därtill tillkom ytterligare cirka 800 000 euro i extra kostnader som uppstod på grund av entreprenörens konkurs samt vissa möbleringskostnader. Projektet kostade Kyrkslätts kommun cirka 18,1 miljoner euro, då säkerheter och statligt stöd minskade slutsumman.
Byggnaden belönades med Finlandiapriset för arkitektur år 2021.